# Ludogorec Arena
La Ludogorec Arena (in bulgaro: Лудогорец Арена) è il principale stadio di Razgrad, città a nord est della Bulgaria. Ospita le partite interne della squadra di calcio locale, il Ludogorec, e, dal 2015, della nazionale di calcio bulgara Under-21.
Il progetto iniziale prevedeva che la capienza dello stadio fosse di 8 800 spettatori, prima che nel 2014 l'impianto fosse ristrutturato per ospitare i match del club nelle competizioni europee, arrivando alla capienza attuale di 12 500 spettatori. 

## Storia
Lo stadio fu inaugurato il 25 settembre 2011 alla presenza del primo ministro bulgaro Bojko Borisov e del presidente della federcalcio bulgara Borislav Mihajlov.
Nell'agosto 2013 iniziarono i lavori di ammodernamento dello stadio, volti al raggiungimento di una capienza di 12 500 posti e all'adeguamento ai criteri UEFA.
Il 15 maggio 2015, nella partita di campionato vinta per 4-1 dal Ludogorec contro il Lokomotiv Sofia, valsa la vittoria del titolo, fu inaugurato un nuovo settore, della capienza di 2 038 posti, intitolato al difensore rumeno Cosmin Moți.
Il 12 agosto 2017 fu inaugurata la rinnovata Tribuna Est, prima di un match casalingo contro il Vereja. Costruita in cinque mesi, la tribuna aggiunse altri 3 500 posti a sedere alla struttura, portando la capienza totale dello stadio a 9 000 posti a sedere. In questo modo lo stadio divenne utilizzabile per le partite della fase a gironi di UEFA Champions League e UEFA Europa League, a partire dalla stagione 2017-2018.
Il 28 settembre seguente lo stadio ospitò per la prima volta una partita di una coppa europea, l'Europa League, quella tra Ludogorec e Hoffenheim, conclusasi con la vittoria dei padroni di casa per 2-1 di fronte a 6 155 spettatori.
L'11 luglio 2018 fu inaugurata la Tribuna Nord, prima del turno preliminare di UEFA Champions League contro i Crusaders. Il settore, della capienza di 2 208 posti, ha portato la capacità complessiva della Ludogorec Arena a 10 442 posti a sedere.
Il 18 dicembre 2019 ha assunto, per motivi di sponsorizzazione, la denominazione di Huvepharma Arena.